# جائحة فيروس كورونا على يو إس إس ثيودور روزفلت (CVN-71) 2020
أُكد وصول جائحة فيروس كورونا 2019-20 إلى يو إس إس ثيودور روزفلت في مارس/آذار 2020. وقد اخترقت حاملات الطائرات الأخرى يو إس إس نيميتز، يو إس إس رونالد ريغان، ويو إس إس كارل فينسون اعتبارًا من 7 أبريل 2020.

## الجدول الزمني
أفيد أن حاملة الطائرات التابعة للبحرية الأمريكية ثيودور روزفلت، كان على متنها ثلاثة بحارة ثبتت اصابتهم ب كوفيد-19، عند انطلاقها في المحيط الهادئ في 24 مارس 2020، وهو مرض فيروس تاجي تم تحديده على أنه سبب تفشي أمراض الجهاز التنفسي.
ارتفع هذا الرقم إلى «العشرات»، في غضون أيام قليلة. وبلِّغ عن ثيودور روزفلت لتكون أول سفينة في البحرية الأمريكية تفشى لديها كوفيد-19 أثناء وجودها في البحر. وأمرت ثيودور روزفلت بالرسو إلى غوام في 27 مارس 2020.
أرسل الضابط قائد السفينة، الكابتن بريت كروزير، رسالة بريد إلكتروني غير مصنفة إلى العديد من مسؤولي البحرية يطلبون المساعدة لتفشي وباء الفيروس التاجي على سفينته في 30 مارس. وأرسل نسخًا من البريد الإلكتروني إلى «20 أو 30» شخصًا، بما في ذلك أعضاء من موظفيه وغيرهم ممن ليسوا في تسلسل قيادته.
سربت الرسالة إلى صحيفة سان فرانسيسكو كرونيكل في 31 مارس، التي نشرتها.
أمرت البحرية بإخلاء حاملة الطائرات، مع طاقم هيكل عظمي من 400 شخص ليبقوا على متن السفينة للحفاظ على المفاعل النووي ومعدات مكافحة الحرائق ومطبخ السفينة في 1 أبريل.
أعفى وزير البحرية توماس مودلي بالوكالة كروزر من قيادته في 2 أبريل.
أكدت البحرية إصابة 155 بحارًا وإخلاء 1500 بحار من السفينة في 5 أبريل 2020، وهو رقم أقل مما توقعته البحرية قبل عدة أيام.
سافر مودلي إلى غوام لزيارة السفينة شخصيًا، في 6 ابريل. ألقى خطابا أمام الطاقم من خلال نظام الصوت العام للسفينة، وانتقد كروزر بشدة. سربت نسخة وتسجيل صوتي لخطاب مودلي في وقت لاحق إلى وسائل الإعلام. في اليوم التالي اعتذر مودلي عن التعليق وسحبه، واستقال من منصبه في نفس اليوم.
قالت البحرية، انه اختبر %61 من طاقم ثيودور روزفلت للكشف عن كوفيد-19، و 179 اختبارًا كان إيجابيًا، بما في ذلك الكابتن كروزر، في 7 أبريل. ولم يتم إدخال أي شخص إلى المستشفى. ونقل ألفي بحار - أقل بقليل من نصف إجمالي الطاقم - إلى الشاطئ.

## رسالة كروزر

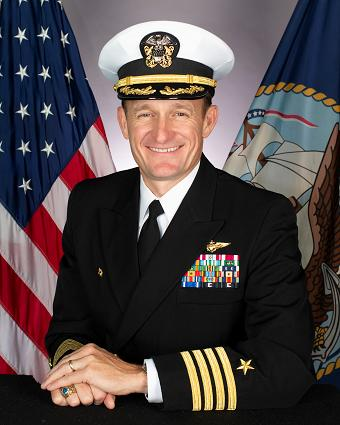
قائد السفينة، الكابتن بريت كروزير
استخدم الضابط القائد للسفينة، الكابتن بريت كروزر، بريدًا إلكترونيًا غير مصنف لإبلاغ حالة سفينته وطاقمه، قائلاً إنه لم يكن من الممكن مراقبة توصيات مركز السيطرة على الأمراض للحجر الصحي أو التباعد الاجتماعي على متن الناقل في 30 مارس. أشار كروزر إلى الانتشار الفيروسي على متن سفينة أميرة الألماس الأقل ازدحامًا كمثال على مدى سرعة انتشار الفيروس على سفينة مزدحمة. قدمت الرسالة لرؤسائه خيارات، لكنها أوصت بمعظمها إخلاء الطاقم، مع الاحتفاظ فقط بطاقم كاف على متن السفينة للحفاظ على المفاعل النووي، وتوفير الأمن، وتعقيم السفينة. وأرسل نسخًا من البريد الإلكتروني إلى «20 أو 30» شخصًا، بما في ذلك أعضاء من موظفيه وغيرهم ممن ليسوا في تسلسل قيادته.

## تسريح كروزر من القيادة
أعفى وزير البحرية بالوكالة توماس مودلي كروزر من قيادته لإرسال طلب المساعدة عبر البريد الإلكتروني غير الآمن إلى «مجموعة واسعة من الاشخاص» بدلاً من التسلسل القيادي في 2 أبريل، مضيفًا أن كروزر «سمح بتعقيد تحدي التغلب على كوفيد على متن السفينة ليطغى على قدرته على التصرف باحتراف». سيبقى كروزر في البحرية وسيحتفظ برتبته. ومع نزول كروزر، شوهد البحارة وهم يهتفون «كابتن كروزر» في مقطع فيديو نشر على تويتر تحت عنوان «تم إعفاءه من القيادة بشكل خاطئ ولكنه فعل صحيح من البحارة».
كان رد الفعل على إقالة كروزر مختلطًا. ذكرت قصة صحيفة وول ستريت جورنال أنه في «الكابيتول هيل وداخل البنتاغون، رد المشرعون والمسؤولون بالارتباك والغضب على طرد كروزر». انتقد بيان مشترك من أربعة ديمقراطيين في لجنة القوات المسلحة في مجلس النواب، بما في ذلك رئيس اللجنة، النائب آدم سميث (D-WA)، سلوك كروزر، قائلاً إن «الكابتن كروزر كان له ما يبرره بشأن صحة وسلامة طاقمه، لكنه لم يتعامل مع الضغط الهائل بشكل مناسب. ومع ذلك، فإن إعفائه من قيادته هو رد فعل مبالغ فيه». كما انتقد الرئيس ترامب رسالة كروزر في 4 أبريل قائلاً إنها«غير مناسبة».
دافع كل من مودلي ووزير الدفاع الأمريكي مارك إسبر ورئيس العمليات البحرية الأدميرال مايكل جيلداي عن قرار تسريح كروزر. وأضاف مودلي أنه لم يكن هناك ضغط من البيت الأبيض عندما تم اتخاذ قرار بتسريح كروزر.
انتقد بيان مشترك من أربعة ديمقراطيين في لجنة القوات المسلحة في مجلس النواب، بما في ذلك رئيس اللجنة، النائب آدم سميث (عضو في الحزب الديمقراطي الذي يمثل ولاية واشنطن)، سلوك كروزر، قائلاً «الكابتن كروزر كان له ما يبرره بشأن الصحة وسلامة طاقمه، لكنهلم يتحمل الضغط الهائل بشكل مناسب». قال البيان أيضًا إن «تسريحه من قيادته هو رد فعل مبالغ فيه». انتقد الرئيس دونالد ترامب رسالة كروزر في 4 أبريل 2020، قائلاً «أعتقد أنه من الرهيب، ما فعله، لكتابة رسالة. هذه ليست فئة في الأدب، هذا قائد سفينة ضخمة تعمل بالطاقة النووية».
سافر مودلي 8000 ميل (13000 كم) إلى غوام، في 6 أبريل، لزيارة السفينة شخصيًا وإلقاء خطاب أمام الطاقم من خلال نظام الصوتالعام للسفينة. وبدأ بإلقاء اللوم على الحكومة الصينية لتفاقم تفشي المرض من خلال عدم الكشف عن مدى سوء المرض. وتابع بانتقاد كروزر بشدة، قائلاً إنه «ساذج جدًا أو غبي جدًا بحيث لا يكون ضابطًا قياديًا»، إذ لم يدرك أن الرسالة سيتم تسريبها إلى وسائل الإعلام. ووبخ مودلي أيضا طاقم السفينة لتهليل قبطانهم أثناء مغادرته. حيث سرّبت نسخة وتسجيل صوتي لخطاب مودلي إلى وسائل الإعلام.
تداول خطاب مودلي على نطاق واسع على الإنترنت، في 6 أبريل. ووصف أعضاء الكونغرس كلماته بأنها غير مناسبة. وقال السناتور تيمكين، D-Va "إنه أمر محبط للغاية أنه سيلقي خطابًا على متن حاملة للطائرات الأمريكية مشيراً إلى أن الكابتن كروزر قد يكون" غبيًا"ويضرب وسائل الإعلام لمحاولتها الإبلاغ عن الحقيقة....و يستحق هؤلاء البحارة المتفانيون أفضل من قيادتهم. حيث دعت النائبة إيلينلوريا، وهي ديمقراطية من ولاية فرجينيا والبحرية المخضرمة، إلى "إقالة مودلي، وأضافت أن ملاحظاته تظهر أنه" لا يصلح بأي حال" للقيادة البحرية".
اعتذر مودلي عن التعليق وسحبه، في 6 أبريل. و في اليوم التالي، استقال من منصبه.

## عدد الحالات المؤكدة
[بحاجة لمصدر]